# Dampierre-sur-Moivre
Dampierre-sur-Moivre és un municipi francès, situat al departament del Marne i a la regió del Gran Est. L'any 2007 tenia 117 habitants.

## Demografia

### Població
El 2007 la població de fet de Dampierre-sur-Moivre era de 117 persones. Hi havia 40 famílies, de les quals 8 eren unipersonals (4 homes vivint sols i 4 dones vivint soles), 8 parelles sense fills i 24 parelles amb fills.
La població ha evolucionat segons el següent gràfic:
Habitants censats

### Habitatges
El 2007 hi havia 43 habitatges, 42 eren l'habitatge principal de la família i 1 estava desocupat. 42 eren cases i 1 era un apartament. Dels 42 habitatges principals, 37 estaven ocupats pels seus propietaris i 5 estaven llogats i ocupats pels llogaters; 4 tenien tres cambres, 10 en tenien quatre i 28 en tenien cinc o més. 42 habitatges disposaven pel capbaix d'una plaça de pàrquing. A 17 habitatges hi havia un automòbil i a 24 n'hi havia dos o més.

### Piràmide de població
La piràmide de població per edats i sexe el 2009 era:
| Homes | Edats   | Dones |
| ----- | ------- | ----- |
| 0     | 95 o +  | 0     |
| 0     | 90 a 94 | 0     |
| 0     | 85 a 89 | 0     |
| 0     | 80 a 84 | 0     |
| 4     | 75 a 79 | 0     |
| 4     | 70 a 74 | 0     |
| 0     | 65 a 69 | 0     |
| 0     | 60 a 64 | 4     |
| 8     | 55 a 59 | 0     |
| 0     | 50 a 54 | 4     |
| 4     | 45 a 49 | 4     |
| 4     | 40 a 44 | 0     |
| 4     | 35 a 39 | 4     |
| 8     | 30 a 34 | 8     |
| 4     | 25 a 29 | 4     |
| 0     | 20 a 24 | 0     |
| 0     | 15 a 19 | 4     |
| 8     | 10 a 14 | 0     |
| 4     | 5 a 9   | 8     |
| 0     | 0 a 4   | 0     |

## Economia
El 2007 la població en edat de treballar era de 75 persones, 58 eren actives i 17 eren inactives. De les 58 persones actives 56 estaven ocupades (31 homes i 25 dones) i 2 estaven aturades (2 dones i 2 dones). De les 17 persones inactives 3 estaven jubilades, 9 estaven estudiant i 5 estaven classificades com a «altres inactius».
Activitats econòmiques
Dels 4 establiments que hi havia el 2007, 1 era d'una empresa de construcció, 2 d'empreses immobiliàries i 1 d'una entitat de l'administració pública.
L'únic servei als particulars que hi havia el 2009 era una lampisteria.
L'any 2000 a Dampierre-sur-Moivre hi havia 9 explotacions agrícoles.

## Poblacions més properes
El següent diagrama mostra les poblacions més properes.